# 000-talet f.Kr.
000-talet f.Kr. (nollhundratalet före Kristus) är det första århundradet före Kristi födelse, och består av åren 99–1 f.Kr. Århundradena f.Kr. räknar man bakåt utifrån Kristi födelse på detta vis. Nollhundratalet f.Kr. kommer alltså efter etthundratalet f.Kr.(100-talet f.Kr.), som i sin tur kommer efter tvåhundratalet f.Kr. (200-talet f.Kr.) och så vidare. Årtiondena och årtusendena före Kristus räknas på precis samma sätt.
Sista året innan den nya tidräkningen tar vid är år 1 f.Kr. som sedan följs direkt av år 1 eftersom något år 0 aldrig har inträffat. Men i allmänhet räknar man årtal med samma hundratalssiffra till samma sekel. Denna felaktighet i vår syn på sekel får till följd att det första så kallade "århundradet" f.Kr. bara innehåller 99 år. På samma sätt innehåller första "decenniet" f.Kr. bara 9 år och första "årtusendet" f.Kr. bara 999 år.

## Händelser
- 46 f.Kr. – Den julianska kalendern införs i Romarriket av Julius Caesar
- 44 f.Kr. – Julius Caesar mördas.
- 27 f.Kr. – Den romerska republiken går under och kejsardömet införs.

## Födda
- Mellan 7 och 4 f.Kr. – Jesus från Nasaret.

## Avlidna
- 15 mars 44 f.Kr. – Julius Caesar, romersk militär och statsman.
- 23 oktober 42 f.Kr. – Marcus Junius Brutus, en av Julius Caesars mördare.